# Barotti
Barotti war als ein Gewichtsmaß für den Nelkenhandel auf den Molukken mit den Inseln Amboina, Batavia  und Ternate bestimmt. Für andere Güter, wie beispielsweise Reis, waren der Coyang, Pikol oder Katti vorgesehen.
- 1 Bahar/Baar/Bhaar[2] = 50 Barotti

Der Bahar hatte 270,692 Kilogramm, was errechnet für den Barotti etwa 5,41 Kilogramm ergibt.